# Éclance
Éclance är en kommun i departementet Aube i regionen Grand Est (tidigare regionen Champagne-Ardenne) i nordöstra Frankrike. Kommunen ligger  i kantonen Soulaines-Dhuys som ligger i arrondissementet Bar-sur-Aube. År 2022 hade Éclance 87 invånare.

## Befolkningsutveckling
Antalet invånare i kommunen Éclance
Referens: INSEE